# Ялина (ботанічна пам'ятка природи)
Ботанічна пам'ятка природи «Ялина» (втрачена) — об'єкт природно-заповідного фонду, що був оголошений рішенням Сумського Облвиконкому № 305 20.06.1972 року на землях колгоспу ім. Ілліча (с. Великий Бобрик). Адміністративне розташування — Краснопільський район, Сумська область. 
Дерево посадила поміщиця Єлизавета Рахманова. Взимку 2016 року ялина впала під час негоди.

## Характеристика
Площа — 0,01 га. Об'єкт на момент створення був єдиною в області ялиною, віком 280 років. Діаметр стовбура — 140 см, висота — до 40 м, діаметр крони — 25 м.

## Скасування
Рішенням Сумської обласної ради № 227 10.12.1990 року та № 1341/98 09.12.1998 року пам'ятка була скасована. Скасування статусу відбулось з причини входження до складу державного парку-пам'ятки садово-паркового значення «Великобобрицький»..